# Afrosteropleurus filenorum
Afrosteropleurus filenorum is een rechtvleugelig insect uit de familie sabelsprinkhanen (Tettigoniidae). De wetenschappelijke naam van deze soort is voor het eerst voorgesteld als Steropleurus filenorum door Bruno Massa in een publicatie uit 1998.
De soort komt voor in Libië.